# William Cowper (anatomista)

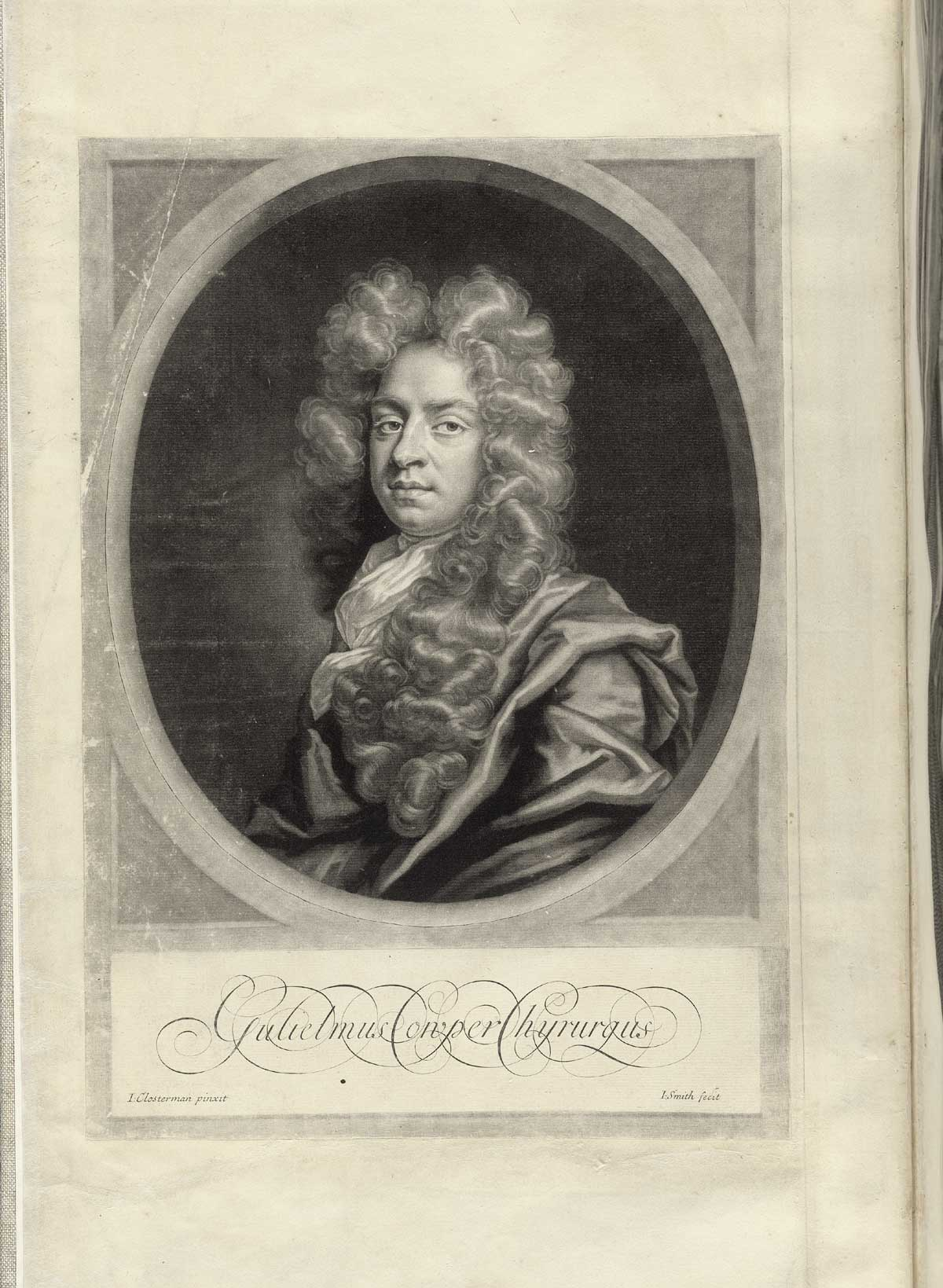
William Cowper. Fuente: NLM

William Cowper (Petersfield, Hampshire; c. 1666-8 de marzo de 1709) fue un cirujano y anatomista inglés, reconocido por la descripción de las glándulas bulbouretrales o glándulas de Cowper.
Cowper fue aprendiz de William Bignall, un cirujano de Londres, en marzo de 1682.
Fue admitido en la Compañía de Barberos-Cirujanos en 1691 y comenzó a ejercer en Londres el mismo año. En 1694, publicó su notable obra, Myotomia Reformata, o una nueva administración de los músculos, y fue elegido miembro de la Royal Society en 1696. En 1698, publicó The Anatomy of the Humane Bodies, que le valió una gran fama. y notoriedad, y durante los siguientes once años publicó varios tratados sobre temas que van desde la cirugía y la patología hasta la fisiología y la anatomía. Murió el 8 de marzo de 1709 y fue enterrado en la iglesia de San Pedro, Petersfield.
Algunos han calificado a Anatomía de los cuerpos humanos de Cowper como uno de los mayores actos de plagio en todas las publicaciones médicas, aunque otros no han sido tan duros. En 1685, Govard Bidloo (1649-1713) publicó su Anatomia Humani Corporis en Ámsterdam utilizando 105 hermosas láminas dibujadas por Gérard de Lairesse (1640-1711) y grabadas por Abraham Blooteling (1640-1690). Más tarde se imprimió una versión holandesa en 1690, titulada Ontleding des Menschelyken Lichaams, pero cuando las ventas fueron deficientes, los editores de Bidloo vendieron 300 copias de las planchas sin encuadernar a William Cowper (o sus editores).

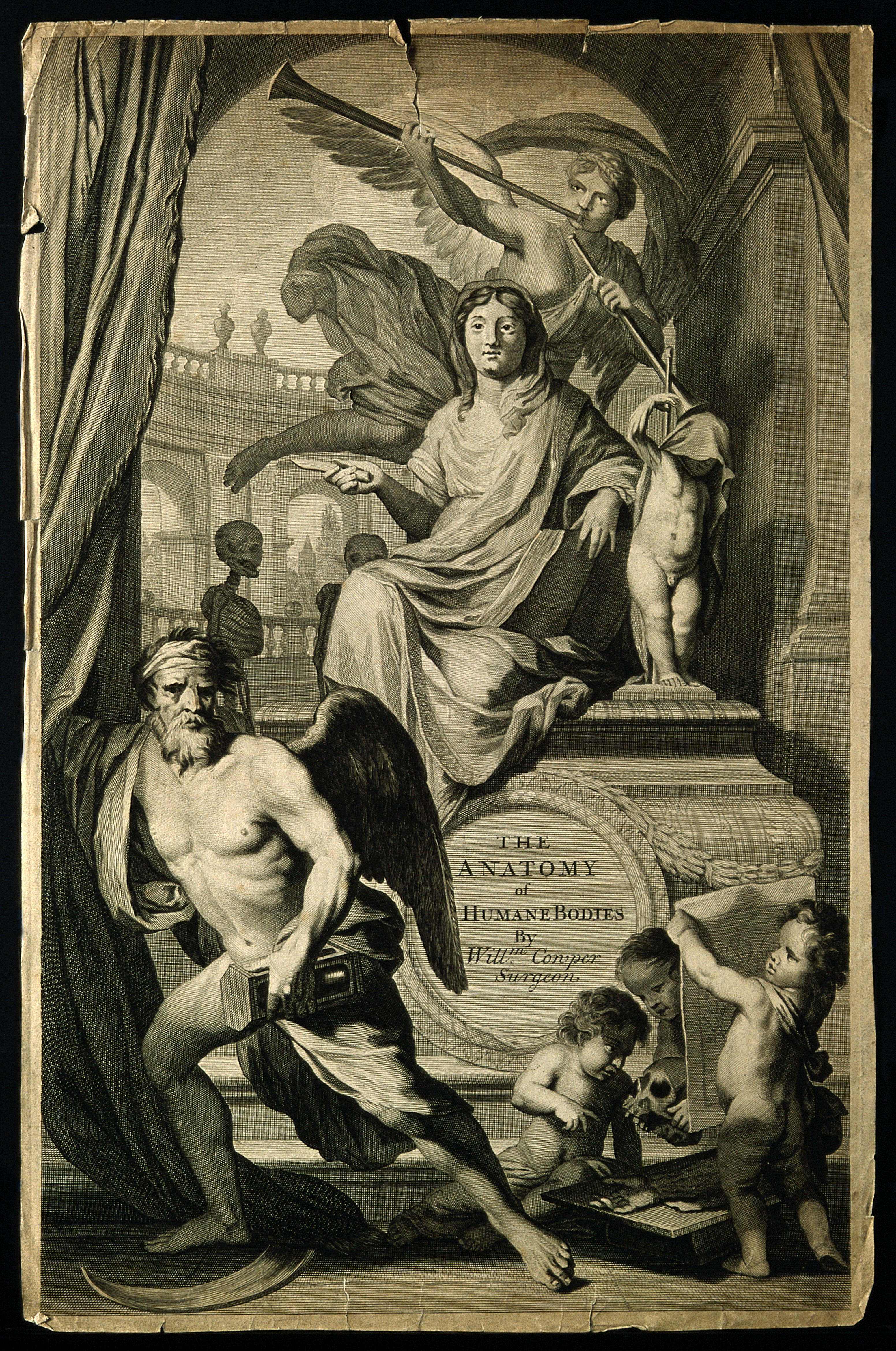
Portada de Anatomía de los cuerpos humanos

Cowper procedió a escribir un nuevo texto en inglés para acompañar las planchas, muchos de los cuales mostraban una gran cantidad de investigaciones originales y nuevos conocimientos. También encargó nueve placas nuevas dibujadas por Henry Cooke (1642-1700) y grabadas por Michiel van der Gucht (1660-1725), entre las que se encontraban vistas frontal y posterior de toda la musculatura. El libro se publicó luego con el nombre de Cowper sin mencionar Bidloo o Lairesse, con la página de título alegórica grabada original enmendada con un trozo de papel irregular escrito: "La anatomía de los cuerpos humanos...", que se ajusta al título holandés.
Hubo varios intercambios mordaces entre Bidloo y Cowper, incluidos varios folletos publicados en defensa de cada anatomista. Cowper afirmó, sin mucha evidencia presentada, que las planchas no eran de Bidloo en absoluto, sino que fueron encargadas por Jan Swammerdam (1637-1680) y que después de su muerte la viuda de Swammerdam las había vendido a Bidloo. Cualquiera que sea la verdad, es innegable que Cowper fue un gran anatomista y cirujano por derecho propio, y que claramente no le dio a Govard Bidloo el crédito adecuado por su participación en este trabajo.